# Макс Вебер
Максимилиан Карл Емил Вебер (на немски: Maximilian Carl Emil Weber) e германски юрист, икономист и социолог. Брат на Алфред Вебер и съпруг на Мариане Вебер. Признат класик в областта на социологията и един от основателите ѝ като научна дисциплина. Трудовете на Вебер продължават да оказват своето въздействие върху развитието на социологията и в наши дни.

## Биография на Макс Вебер
Макс Вебер е роден на 21 април 1864 година в град Ерфурт, Тюрингия, (Германия). Той е първото от седемте деца в заможното протестантско семейство на Макс Вебер (старши) – юрист, политик и депутат в Райхстага от Националната либерална партия и социоложката Хелене Вебер (родена Фаленщайн). Израства в Берлин. През 1868 се ражда брат му Алфред които впоследствие също е икономист и университетски професор социолог.
Работи като професор в университетите в Берлин, Фрайбург, Хайделберг, Мюнхен. Областта на интересите и научната му работа е необичайно широка: история на древния свят и изследване положението на селяните от областта на западна Елба в Германия в края на 19 век, социология на религията и методология на обществените науки, икономика и юриспруденция, философия и етика. Почива на 14 юни 1920 в Мюнхен – Бавария (Германия).
В творчеството на Макс Вебер е характерна еволюцията от историко-икономическите проблеми към въпросите на общата социология. Условно творчеството на Вебер може да се раздели на три периода.

## Творчески периоди

### Първи период до 1898 г.
До творческия прелом, свързан с влошаването на здравето му. Вебер много бързо прави професионална кариера, започвайки работа като историк по стопанство и право. Вебер се придържа към съществуващата, исторически наложила се школа, както по право така и по икономика. Но той подхожда критически към тенденцията за обединение на науката, изкуството и етиката, считайки че науката няма ценностен характер. За първия период от творчеството на Вебер е характерен интересът към науката: съвременния и античния капитализъм, откриването на търговското общество в средновековието, правното разделяне между личното имущество и собствеността върху средствата за производство. Последното М. Вебер счита важно за възникването на съвременния капитализъм. Разболява се през 1898 година и четири години не може да се завърне към творческата си работа. Именно през тези години Вебер преосмисля изворите и мотивите на човешката дейност.

### Втори период 1903 – 1910
След болестта, през 1902 година той започва да се интересува от методологически въпроси. Безусловно личната му криза повлиява на създаването на теорията му за капитализма. М. Вебер се придържа към гледната точка, че етиката, която той реализира в своя живот, не може да се изтълкува само материалистически. Хората в своя живот следват не само своите егоистични интереси. От гледната точка на егоиста е безсмислено да се трупа капитал заради самия капитал, да се прави кариера заради самата кариера, съществуват сили необясними материалистически. От друга страна, възникнала необходимост да защити логиката на историческия подход, който той от дълго време застъпвал. В началото на 20 век бурно се развили такива философски течения като позитивизъм и материализъм. По това време за Вебер са характерни опитите да сформира идеи по тази страна на материализма и идеализма. Да разбере човека, действащ не само подтикван от егоизма си, но и човек готов на действие заради самото действие. Съпругата на философа Марияне свидетелства, че в тези години Макс Вебер прави необикновено откритие: оказва се, че специфичен вид рационализъм обхваща икономиката и политиката, определя отношението на човека към природата, отношенията между хората и господството на този рационализъм се засилва с развитието на науката и техниката. През 1910 година М. Вебер обосновал рационализма в науката и изкуството, опирайки се на развитието на ценностите на западното общество.

### Трети период 1910 – 1920
М.Вебер се занимава с разработка на рационалните основи на религията, опитвайки се да анализира всички форми на религията и действията на хората, които те пораждат. Кои са особеностите на професионалната етика? Как е възникнала тя? Как може да бъде обяснена? Тези и подобни на тях въпроси вълнуват Макс Вебер в този период от живота му.

## Трудове
По мнението на редица изследователи на трудовете на Вебер, една от основните негови работи е „Протестантската етика и духът на капитализма“, в продължението на която Вебер е направил сравнителен анализ на най-значителните религии и е анализирал взаимодействието на икономическите условия, социалните фактори и религиозните убеждения. Най-напред въпросното произведение е публикувано в 1905 година в Германия и оттогава се смята за едно от най-добрите при анализиране причините за възникване на съвременния капитализъм.
Други считат за основна работа на Вебер „Стопанство и общество“ („Икономика и общество“, Wirtschaft und Gesellschaft). Този труд представлява един проект, осъществен в два варианта. Първият вариант е написан в годините 1910 – 1914, а вторият в 1919 – 1920. Двете части са останали незавършени от автора и представляват бележки (чернова) за бъдеща книга. Първата е посветена на особеностите на западното развитие на капитализма, а втората на исторически въпроси. При това социализма, приеман като рационален, се счита за съставна част на западното развитие. Рационалния капитализъм и рационалния социализъм са двете алтернативи в които се развива обществото.
За основно философско наследство на М. Вебер могат да се считат тезите му, свързани със стопанската етика и социология на религията. По мнението на самия философ, социологията се занимава с разбирането на конкретните исторически събития, с действителността, тя е длъжна да установява общите правила, но не като цел, а като средство, защото идеалът в естествените науки се отхвърля като неприемлив.

## Проблематика на конфликта в социологията на Макс Вебер.
Социология по Вебер – това е наука, която се занимава със социалните действия, тълкува и разбира тези понятия чрез обяснения. Така социалните действия са предмет на изучаване. Тълкуванията, разбирането – метод, благодарение на който причинно се обясняват явленията. Така разбирането е средство за обяснение.
Сред социолозите, в чиито теоретически построения социалния конфликт заема доминиращо положение при обяснение на социалните процеси и изменения – Вебер е един от тях, са приети следните постулати:
1.	Всяко общество се изменя във всяка своя точка, социалните изменения са вездесъщи.
2.	Всяко общество във всяка своя точка е пронизано от разногласия и конфликти, социалният конфликт е вездесъщ.
3.	Всеки елемент в обществото внася своя принос в неговата дезинтеграция и изменение.
4.	Всяко общество е основано на това, че едни негови членове принуждават към подчинение други.
Проблематиката на конфликта пронизва всички три главни направления на творчеството на Вебер – социология на религията, социология на политиката и социология на икономическия живот, непосредствено свързани помежду си…

### Проблематика на конфликта в социология на политиката
Най-очевидно образът на проблематиката на конфликта се проявява в социологията на политиката, особено във връзка с анализа на трите идеално-типични форми на господство – подчинение или форма за осъществяването на власт: традиционно, харизматично и рационално. При анализа на властовите отношения за Вебер основно значение имат не толкова акциите на насилие, колкото самите механизми на съгласие с държащите властта. По неговото мнение страха за живота и имуществото не е единственото основание за приемане на властта. В различните политически системи се проявяват различни съчетания от материални и идейни интереси, подтикващи хората към съгласие с властта или обратното, към протести срещу нея. В хода на историческото развитие на цивилизацията се изработват все по-сложни форми на взаимоотношения на индивидите и властта, на обществените структури и политическите институции.
Подробно всичко това е описано в учението на Вебер за типовете легитимно господство, т.е. това господство, което се признава от управляемите индивиди. „Господството означава възможност да срещнеш смирение пред определена заповед.“ – е написал Вебер. Освен това господството предполага взаимни очаквания от този, който заповядва и този, който се подчинява на тази заповед, очаквайки че заповедта ще има този характер, какъвто те възприемат. В съответствие със своята методология, Вебер дава анализ на легитимните типове господство, започвайки с разглеждане на възможните типични типове отстъпчивост. Вебер отделя три разновидности господство и им противопоставя съответно три типа подчинение.

#### Традиционен тип господство-подчинение
Първият тип легитимно господство Вебер обозначава като традиционен. Този тип е обусловен с нравите, навиците на определен вид поведение. В това отношение традиционното господство е основано на вярата не само в законността, но даже в свещени, съществуващи от древността ред и власт.
Чист тип на такова господство според Вебер е патриархалната държава. Това общество, което е предшествало съвременното му буржоазно общество. Типа на традиционното господство по своята структура е сходен със структурата на семейството. Именно това обстоятелство прави този тип легитимност много устойчив.
Управлението се състои от лично зависими от господаря домашни чиновници, роднини, лични приятели или васали. В различие от другите типове господство, именно личната преданост служи като основание за назначаването на длъжност и придвижването по йерархическата стълбица.

#### Харизматичен тип господство-подчинение
Вторият тип господство според Вебер е харизматичното господство. Терминът харизма играе важна роля във веберовата политическа социология. Харизма, в съответствие с етимологическото значение на тази дума, е необикновена способност, някакво качество на индивида, отделящо го от останалите. Това качество е не толкова придобито, колкото дарено на човека от природата, бога, съдбата. Към харизматичните качества Вебер отнася магическите способности, пророческия дар, водеща сила на духа и словото. Харизма, според Вебер, притежават герои, пълководци, магове, ясновидци и пророци, водещи политици, основателите на световните религии и др. (напр. Буда, Мохамед, Христос, Солон, Цезар, Сципион Африкански и т.н.)
Харизматичният тип легитимно господство представлява пряка противоположност на традиционното. Ако традиционният тип се крепи на привързаността към обичайното, веднъж и завинаги определено, то харизматичния, обратно, се опира на необичайното, нещо непризнавано или невиждано дотогава. Основна база на харизматичното господство е афективния тип социално действие. Вебер разглежда харизмата като велика революционна сила в традиционните общества, способна да внесе изменения в лишената от динамизъм структура на тези общества. Следва обаче да отбележим, че при всички разлики и даже противоположности между традиционния и харизматичния тип господство, те имат и нещо общо, а именно: и двата се градят на лични отношения между господаря и подчинените. В това отношение тези два типа противостоят на формално-рационалното господство, което е безлично.
Източник на личната преданост към харизматичния господар е не традицията или признанието на негово формално право, а преди всичко емоционално украсената вяра в неговата харизма и предаността към тази харизма. Затова, подчертава Вебер, харизматичния вожд е длъжен да се грижи за съхранението на своята харизма и постоянно да доказва нейното наличие. Управлението при този тип господство се формира на основа на личната преданост към вожда. Ясно е, че рационалното понятие компетентност, както и съсловно-традиционното понятие привилегия, тук отсъстват. Както от традиционния тип, така и от формално-рационалния, харизматичния се отличава с това, че тук няма установени – рационално или по традиция – правила и решения – по всички въпроси се взема решение ирационално, на основа на „откровение“, интуиция или личен пример.
Ясно е, че харизматичния тип легитимност, за разлика от формално-рационалния е авторитарен. По същество, авторитета на харизматичния лидер се базира на неговата сила – не само на грубата физическа, а и на силата на неговата вътрешна дарба.

#### Рационален тип господство-подчинение
Третият тип господство Вебер назовава легален. Тук в качеството си на отстъпчивост се разглеждат интереси, т.е. рационални действия. Към този тип по негово мнение се отнасят съвременните му държави Англия, Франция, САЩ. В тези страни се подчиняват не на личности, а на точно установени закони, на които са подчинени и управляемите и управляващите. Апаратът за управление се състои от специално образовани чиновници, които се избират не по конкретния човека, а по строго формализиран регламент и рационални правила. Правовото начало е принципа, залегнал в основата на легалното господство. Именно този принцип се оказал, според Вебер, една от необходимите предпоставки за развитие на съвременния капитализъм, като формално-рационална система.
Най-чист вид на легалното господство Вебер считал бюрокрацията. Наистина той прави уговорката, че никоя държава не може да бъде напълно бюрократична, доколкото на върха им стоят или династично наследствени монарси, или избрани от народа президенти, или лидери избрани от парламентарна аристокрация. Но ежедневната, непрекъсната работа на управлението се води от специалистите чиновници, т.е. от машината за управление.
Този тип господство най-пълно съответства на формално-рационалната структура на икономиката. Управлението на бюрократите – ето господство, посредством знания и в това се заключва неговия специфичен рационален характер.
Важно е да се отбележи, че описаното от Вебер „идеален тип формално-рационално управление“, разбира се не е имало и не може да има пълно емпирическо осъществяване в нито една от индустриалните държави. В частност Вебер е имал предвид „машина на управление“, машина в буквалния смисъл, но човешка машина, която няма други интереси освен интереса на работата. Обаче, като всяка машина, и тази се нуждае от надеждна програма за управление. Само че такава програма машината няма, защото е формално-рационална структурата. Затова програма може да ѝ зададе само политически лидер, поставящ пред себе си определени цели, т.е. поставящ формалния механизъм за управление в служба на определени политически цели. Формулирайки идеално-типичните черти на бюрокрацията: законопослушност, безпристрастно отношение към тези с който работи в учреждението, рационализъм и т.н., Вебер прекрасно разбирал, че тези качества на чиновника могат да се формулират като общи принципи и изисквания, но те не са реалните свойства на лицата, заемащи съответните длъжности. Конфликта между нормативните предписания и реалната психология е бил за него част от социалната реалност, а степента и формата на този конфликт предмет на емпирични изследвания.
За съвременното западно общество според Вебер най-адекватна е рационалната система с права, съгласие с властите, основано на закона, наличие на конституционни основи на правопорядъка и развитие на гражданското самосъзнание, което не изключва дълбок политически конфликт между класи и статусни групи, съставящи даденото общество.
Легалното господство според Вебер има по-слаба легитимираща сила от традиционното и харизматичното. Възниква логичния въпрос: на какво основание е направен този извод? За да отговорим на него, трябва още веднъж да обърнем внимание какво е представлява легален тип господство. Както вече бе отбелязано, Вебер приема за основа на легалното господство целерационалното действие. В чист вид легалното господство няма ценностен фундамент, неслучайно този тип господство се осъществява формално-рационално, където „бюрократичната машина“ е длъжна да служи изключително в интерес на работата.
Важно е да отбележим, че отношенията на господство в „рационалната“ държава се разглеждат от Вебер по аналогия с отношенията в сферата на частното предприемачество. Целерационалните действия в своя модел имат качество на икономически действия. Икономиката е тази „клетчица“ в която съществува и легалния тип господство. Именно икономиката повече от всичко се поддава на рационализация. Тя освобождава пазара от съсловните ограничения, от срастването с нрави и обичаи, превръщайки всички качествени характеристики в количествени, това разчиства пътя за развитие на рационалното капиталистическо стопанство.
Рационалността във Веберовата трактовка е формална, функционална реалност, т.е. свободна от всякакви ценностни моменти. Това е и легалното господство. Но именно затова, че формалната рационалност не носи в себе си своя цел и винаги се определя чрез нещо друго, легалното господство няма достатъчно силна легитимност и трябва да бъде подкрепено от нещо друго – традиция или харизма. На политически език това ще звучи така: парламентарна демокрация, призната от класическия либерализъм за единствен правомерно законодателен (легитимиращ) орган, нямайки достатъчно легитимираща сила в очите на масите. И затова тя трябва да бъде допълнена или от наследствен монарх (чиито права са ограничени от парламента), или от политически лидер избран по пътя на плебисцита. Както се вижда в първия случай легитимността на легалното господство се усилва с помощта на обръщане към традицията, а във втория – с помощта на обръщане към харизмата.
Връщайки се непосредствено към идеята на Вебер за усилване на легитимността на легалното господство, можем да кажем: именно формалния характер на легалното господство, не съдържащ в себе си никакви ценности и нуждаещ се в допълнение от политически лидер, който да е в състояние да формулира определение цели, е довело до признаването плебисцитната демокрация. Плебисцитната демокрация като форма на политическа система, по мнението на Вебер, най-добре съответствала на ситуацията, създала се в съвременното му западноевропейско общество. Само плебисцит, по негово мнение, може да придаде на политически лидер тази легитимираща сила, която да му позволи да провежда ориентирана към даден модел политика, и също така да постави държавно-бюрократичната машина на служба на определение ценности. Разбира се, този политически лидер трябва да бъде харизматически надарен, иначе той няма да получи одобрението на масите. Плебисцитната теория на Вебер е по същество опит да се намери някакъв идеален модел на организация на политическата система с необходимите елементи, осигуряващи ѝ динамизъм.

### Проблематика на конфликта в социология на религията
Не по-малка роля проблематиката на конфликта играе и във Веберовата социология на религията. Тук конфликтът засяга не въпросите за разпределение и преразпределение на властови пълномощия, а преди всичко светогледни, ценностни постановки в обществото. В своите изследвания на религиозните системи в Древен Китай, Индия, Израел Вебер обръща основно внимание на въпроса за съотношението на религиозни вярвания и статусни, властови привилегии (както в положителен, така и в отрицателен характер) на групите, съставящи обществото. В какви отношения са институтите на властта и религията. Покрай анализа на самите групи, Вебер се занимавал и с анализиране дейността на лидерите на съответните религиозни движения, които и образували идеен център на съответните световни религии. Различното влияние на този център – степен на приемане, поддръжка или противопоставяне от страна на властовите институти – не могат да бъдат изведени от структурата на обществото. Това влияние може да се обясни с взаимодействието на две обстоятелства:
1. То е резултат от реакцията на материалните и идеологическите интереси на напълно определени социални групи.
2. То е също така резултат от творческото взаимодействие на религиозно вдъхновение и харизматична личност, действащи като „независими променливи“.
От гледна точка на Вебер, светогледните постановки на световните религии са създадени от напълно обособени социални групи, заемащи точно определено социално положение и притежаващи съответния статус в обществото. Това са – конфуцианските учени, индуските брамини, еврейските левити и пророци, християнските светии и последователи. Всяка от тези групи има свой „стил на живот“ и утвърждава свой „набор“ религиозни убеждения. Особеното внимание на Вебер привлякъл въпросът: как възгледите на няколко души, надарени с харизматично вдъхновение, се превръщат в началото на „стил на живот“ за някоя статусна група, а след това, впоследствие, в основно направление за развитие на цялата цивилизация. Именно оттук произлизат основните въпроси с изучаването на които се е занимавал Вебер, сравнявайки различните цивилизации при тяхното сътворяване, когато са възникнали съответните религиозни течения.
Теоретическите позиции на Вебер при това имат ярко изразена конфликтна насоченост. По мнението на един от водещите изследователи на творчеството на Макс Вебер – Р.Бендикс, изходната позиция на философа се състояла в това, че всяко общество може да бъде разбирано като съставено от позитивни и негативно привилегировани статусни групи, загрижени преди всичко за това, да съхранят неизмененно или да усилят влиянието на вече наложен „стил на живот“ по пътя на установяване на социална дистанция и изключителност, от една страна, и монополизация на икономическите възможности – от друга. За да се прецени стабилността и динамиката на което и да е общество, сме длъжни да се опитаме да разберем на къде са насочени усилията на тези групи в тяхното съотношение с идеите и ценностите, разпространени в обществото. Може да изберем и друг път на изследване: да намерим за всяка дадена идея или ценност, тези статусни групи, материалния или идейния образ, на които се усилва благодарение на тези идеи или ценности. Търсене на мотива – кому е изгодно?
По този начин Вебер пристъпва към изучаване на религиозните идеи от гледна точка на тяхното отношение към обществените действия и преди всичко от гледна точка изучаване на тези социални процеси, благодарение на които прозрението и вдъхновението на няколко става убеждение за множество хора. То приема, че всяка социална група се характеризира със склонност към идеи с определено направление, съответстващо на техния житейски образ. Например: селяните са склонни към преклонение пред природата и стихийната магия; християнското благочестие е типично за градската буржоазна култура; военната аристокрация, както и други намиращи се във властта групи, притежават специфично чувство за чест, несъвместимо с идеализацията на християнското смирение и т.н.
Разбирането на обществото като някакъв баланс на противостоящи сили ни дава ключа към това, защо Вебер се отказва от опитите да разглежда социалните структури като някакво цяло. Социологията, от негова гледна точка, това е изучаване на съзнателното, достъпното за разбиране, поведение на индивидите в обществото, а такива колективни образувания като държава, нация, семейство не „действат“, не „поддържат себе си“, не „функционират“ – това е друг модел. Между индивидите съществува важна връзка, която може да способства за стабилизация на обществото. Действието на всеки човек е насочено към действията на други хора, и самите хора придават специфична ценност на тези колективни образувания в които участват. Но това не значи, че тези образувания съществуват във вид на някакви ценности от висш порядък. От гледна точка на Вебер обществото – това е арена на борещи се помежду си статусни групи, всяка от които има свои собствени икономически интереси, амбиции, разбиране за света и за другите хора. Той използва този подход при анализа на поземлената аристокрация, развиващата се буржоазия, бюрокрацията и работническата класа в имперска Германия. Този подход се използва и сравнителните изследвания на религиите. Успехът на всяка от световните религии, по негово мнение е резултат от дълга борба. Всяка от водещите статусни групи е срещала съпротива от една или няколко групи, преследващи своите материални интереси или идеи в името на съхранение и утвърждаване на изключителността си и избрания собствен „стил на живот“. Вниманието към постоянната борба между различните социални групи е било сърцевината на веберовия светоглед. Той изцяло си е давал сметка, че определени конфликти, в основата на които стои противопоставяне на крайни ценности, не могат да бъдат отстранени с никаква аргументация или разясняване на позициите. Неговите изследвания в областта на социология на религията емпирически потвърждават тази гледна точка. Конфуцианството, браманизъма и юдейската религия са несъвместими една с друга от позицията на възприятието на света. Човек, по негово мнение, не може последователно да отстоява едновременно две от тези религиозни системи.
Но от друга страна това не води до задължителен извод, че обществото се характеризира с постоянна нестабилност. В своите изследвания на Китай и Индия, Вебер показва, че статусните групи в лицето на конфуцианските учени или браманите стават „носителите на културата“. Това означава, че техният образ на живот стабилизира обществото. Колкото и да са били условни някакви възгледи, ако те получат поддръжка от страна на господстващата в обществото група, то те се приемат като от само себе си разбираща се позиция, с която се одобряват или не, едни или други действия или изказвания.

### Проблематика на конфликта в социология на икономиката
Освен в „Стопанство и общество“, проблематиката на конфликта в социологията на икономическия живот е разгледана в „Протестантската етика и духът на капитализма“, в продължението на която Вебер написва сравнителен анализ на най-значителните религии и проанализира взаимодействието на икономическите условия, социалните фактори и религиозните убеждения.
В началото Вебер провежда детайлен анализ на статистическите данни, отразяващи разпределението на протестантите и католиците в различните социални слоеве. На основание на данни събрани в Германия, Австрия и Холандия той достига до извода, че протестантите преобладават сред собствениците на капитала, предприемачите и висшите квалифицирани слоеве работници.
Освен това съвършено очевидни са разликите в образованието. Ако сред католиците преобладават хора с хуманитарно образование, то сред протестантите, готвещи се, според Вебер, за „буржоазния“ образ на живот са повече хора с техническо образование. Той обяснява това със своеобразен склад на психиката, който се запълва в процеса на началното възпитание.
Също така, забелязва Вебер, че католиците, не заемащи ключови постове в политиката и търговията, опровергават тенденцията затова, че национални и религиозни малцинства, противостоящи в качеството си на подчинени на някаква друга „господстваща“ група, концентрират своите усилия в областта на предприемачеството и търговията. Така е било с поляците в Русия и Прусия, с хугенотите във Франция, квакерите в Англия, но не и с католиците в Германия.
Той си задава въпроса, с какво е свързано толкова ясно определяне на социалния статус във взаимовръзка с религията. И, не обръщайки внимание на това, че действително съществуват обективно-исторически причини за преобладаването на протестантите сред най-обезпечените слоеве на населението, той все пак е склонен да мисли, че причините за различното поведение трябва да се търсят в наложилия се „стил на живот“, а не само в историко-политическото положение. Под дух на капитализма Вебер разбира следното: „комплекс връзки, съществуващи в историческата действителност, които ние като понятие обединяваме в едно цяло от гледна точка на тяхното културно значение“.
Вебер забелязва такава характерна особеност, че ако разглеждаме капитализма от гледна точка на марксизма, то всичките му характерни черти могат да се открият в Древен Китай, Индия, Вавилон, но на всички тези епохи не достигал именно духа на съвременния капитализъм. Там винаги е имало жажда към забогатяване, деление на класи, но не и насоченост към рационална организираност на труда.
Изхождайки от това, Вебер разделя капитализма на „традиционен“ и „съвременен“, според метода на организация на предприятията. В различното отношение към труда се състоял основния конфликт между „традиционния“ и „съвременния“ капитализъм. За да покаже по ярко същността на конфликта, Вебер привежда пример с въвеждането на заплащане по извършена работа на селскостопанските предприятия в Германия. Понеже селскостопанските работи имат сезонен характер, и по време на прибиране на реколтата е необходима най-голяма интензивност на труда, то бил направен опит за стимулиране производителността на труда за сметка на въвеждане на заплащане по извършена работа и съответната перспектива за нейното повишение. Но увеличението на заплащането привлякло човека, породен от „традиционния“ капитализъм по-малко от облекчението на работата. В това се изразявало докапиталистическото отношение към труда.
Вебер смятал, че за развитието на капитализма е необходим някакъв излишък от населението, обезпечаващ наличието на пазара на евтина работна сила. Но ниската заплата въобще не тъждествена с евтин труд. Даже в чисто количествено отношение, производителността на труда пада в случаите, когато не се обезпечават потребностите на физическото съществуване. Но ниската работна заплата не се оправдава и дава обратни резултати и когато става дума за квалифициран труд, за високотехнологично оборудване. То е там, където е необходимо и развито чувство за отговорност, и такъв ред на мислене, при който труда би станал самоцел. Такова отношение към труда не е характерно за човека, а може да се наложи само в резултат на продължително възпитание. И така, радикалното различие между традиционния и съвременния капитализъм не е в техниката, а в човешкия ресурс, и по-точно в отношението на човека към труда:
| Традиционния човек              | Съвременния протестант             |
| ------------------------------- | ---------------------------------- |
| Работи, за да живее             | Живее, за да работи                |
| Професията е бреме              | Професията е форма на съществуване |
| Просто производство             | Разширено производство             |
| Не излъжеш ли, няма да продадеш | Честността е най-добрата гаранция  |
| Основен вид дейност – търговия  | Основен вид дейност – производство |

„Идеалния“ тип капиталист, към когото се приближавали някои немски индустриалци от това време, Вебер описва така: „на него му е чужда показната разкош и разточителство, упояването от властта, на него му е присъщ аскетичния образ на живота, сдържаност и скромност“. Богатството му дава ирационалното усещане за добре изпълнен дълг. Затова този тип на поведение много често се осъждал в традиционните общества: „Нима е нужно цял живот напрегнато да работиш, за да отнесеш после своето богатство в гроба?“
По-нататък Вебер анализира съвременното общество и стига до извода, че капиталистическото стопанство не се нуждае от становища на това или онова религиозно учение и вижда практически във всяко влияние на църквата в стопанския живот същите пречки, както и при регламентиране на икономиката от страна на държавата. Светогледът сега се формира от интересите на търговията и социалната политика. Това са явленията на тази епоха, когато капитализмът, удържайки победа, отхвърля ненужните му опори. Успявайки да разруши старите средновековни форми на регламентирано стопанство само в съюз с притежаващите държавната власт, той може би е използвал и религиозни убеждения. Но едва ли трябват доказателства, че концепцията за печалбата (богатството) противоречи на нравствените възгледи на цели епохи.
Отношенията между носителите на новите повеи и църквата са се запазили достатъчно сложни. Към търговците и крупните индустриалци църквата се отнасяла достатъчно сдържано, считайки ги в най-добрия случай само за търпими. Търговците от своя страна, опасявайки се от идущото след смъртта, се стремели да умилостивят Бога чрез църквата, с подаръци във вид на големи суми пари, предавайки ги както приживе, така и след смъртта си.
Вебер провежда дълбок анализ на еволюцията на възгледите на пред-реформаторската църква към заетите със светска дейност. Той веднага прави уговорката, че програма за етични реформи никога не е стояла в центъра на вниманието на който и да е от реформаторите. Спасението на душата, само то, е било основна цел на техния живот и дейност. Етичните въздействия от тяхното учение са само следствие от религиозните мотиви. Вебер счита, че културните влияния от реформите в значителна част са били непредвидени и даже нежелателни от самите реформатори.
Той провежда морфологичен разбор на думата ПРИЗВАНИЕ на немски и английски език. (Тази дума се появява най-напред в Библията и по-нататък намира своето значение във всички светски езици на народите, изповядващи протестантство.) Новото в това понятие е това, че изпълнението на дълга в рамките на светската професия се разглежда като най-висша нравствена задача на човека. Това твърдение намира потвърждение в централния догмат на протестантската етика в противоположност на католицизма, отхвърлящ светската нравственост от висотата на монашеския аскетизъм, а предлагащ изпълнение на светските задължения така, както са определени за всеки човек от мястото му в живота. Така в протестантството самите задължения стават призвание. Това означава, че се декларира равенство на всички професии пред Бога.
Основни значими догми на реформираното протестантство (калвинизъм):
1. Човек изначално е грешен.
2. До началото на живота всичко е предопределено.
3. Знак ще бъдеш ли спасен или не, ще получиш само усъвършенствайки се в своята професия.
4. Послушание на властите.
5. Отрицание на превъзходството на аскетичния дълг над светския.
6. Примирение със своето място в света.
Протестантската църква отменя откупването на греховете. Взаимоотношенията Бог-човек са определени пределно точно – има избрани и има неизбрани, не трябва да се променя нищо, но може да се почувстваш избран. За това е необходимо, първо, старателно да се изпълнява своя професионален дълг, и второ, да се избягват наслажденията, като сборът от това трябва да осигури ръста на богатствата ти. Така се е появил Веберовият предприемач – трудолюбив, инициативен, скромен в потребностите, обичащ парите заради самите пари.

## Трудове
- Вебер, Макс. Социология на Господството и Социология на Религията.   София, УИ „Св. Климент Охридски“, 1992.
- Вебер, Макс. Протестантската етика и духът на капитализма.   Просвета, 2006. ISBN 9540115841.
- Вебер, Макс. Рационални и социологически основания на музиката.   София, Издателска къща КХ - Критика и хуманизъм, превод А. Литман., 2000. ISBN 9789545870567.
- Вебер, Макс. Смисъл и ценност.   София, Издателска къща КХ - Критика и хуманизъм, превод К. Коев, 1998. ISBN 9789545870400.
- Вебер, Макс. Ученият и политикът.   ЕОН, 2000. ISBN 9549699102.
- Вебер, Макс. Генезис на западния рационализъм (антология).   София, Издателска къща КХ - Критика и хуманизъм, превод К. Коев, С. Събева, Д. Денков, Д. Зашев, Р. Даскалов, 2001. ISBN 9789545870737.
- Вебер, Макс. Фигури на културата / Фигури на властта (антология). София, Издателска къща КХ - Критика и Хуманизъм, превод К. Коев, 2017, ISBN 978-954-587-213-6.
- Вебер, Макс. Основни категории на социалната икономика: избрани текстове (състав., предг., прев. К. Коев),София: КХ - Критика и хуманизъм, 2021 (382 с.), ISBN 978-954-587-237-2

## Изследвания
- Георги Фотев. Социологическите теории на Е. Дюркем, В. Парето и М. Вебер. Критически сравнителен анализ. С., НИ, 1979.
- Румен Даскалов. Въведение в социологията на М. Вебер, София: СУ; също Историческата социология на М. Вебер, (предговор, с.5 – 61) в Социология на Господството & Социология на Религията, София: СУ, 1992.
- Ученият и политикът. Макс Вебер, представен от Реймон Арон. С., ЕОН-2000, 2001.
- Кравченко, Е. И. Макс Вебер. М., Весь мир, 2002 (Весь мир знаний).
- Кольо Коев. Елементарни форми на всекидневен живот. Макс Вебер и немското социалнонаучно познание от края на ХІХ и началото на ХХ век. С., 2003.
- Ивайло Знеполски. Вебер и Бурдийо. Подходи към интелектуалците. С., Дом на науките за човека, 2003.
- Нонка Богомилова. Религиозните „нишки“ в капиталистическия дух и Западната цивилизация: Макс Вебер. – Философски алтернативи, 2011, № 2.